# Emma Johansson (cestista)
Emma Johansson (28 agosto 2003) è una cestista svedese.

## Carriera
Con la Svezia ha disputato i Campionati europei del 2021.